# IEEE Electromagnetic Compatibility Society
IEEE Electromagnetic Compatibility Society és una organització dintre de l'IEEE de professors acadèmics i enginyers amb un objectiu comú sobre el tema d'EMC (Compatibilitat electromagnètica). La societat té una antiguitat de 50 anys, 4000 membres i 65 delegacions a pràcticament tots els països de món.

## Camps d'interès
Es poden consirerar les següents àrees :
- Especificació de normatives de productes elèctrics/electrònics. (comitès tècnics)
- Definició de tècniques de mesura i procediments dels assajos.
- Caracterització dels sistemes i equips (instrumentació) de mesura.
- Components i interfícies de control.
- Educació i divulgació dels coneixements tècnics : conferències, seminaris, publicacions...
- Anàlisi computacional i manegament de l'espectre radioelèctric.

## Comitès tècnics
A setembre del 2017, hi ha 11 comitès tècnics i 4 comitès especials :
- TC 1 : manegament de les EMC.
- TC 2 : mesures EMC.
- TC 3 : entorn electromagnètic.
- TC 4 : control de les interferències elctromagnètiques.
- TC 5 : electromagnetisme d'alta potència.
- TC 6 : enginyeria espectral.
- TC 7 : EMC de baixa freqüència.
- TC 9 : electromagnetisme computacional.
- TC 10 : integritat de potència i senyal.
- TC 11 : nanotecnologia i materials avnçats.
- TC 12 : EMC per a tecnologies sense fils emergents.

També hi ha 4 comitès especials :
- SC 1 : smart grid (xarxa elèctrica intel·ligent).

- SC 5 : EMC per electrònica de potència.

- SC 6 : EMC per a sistemes aeronàutic no tripulats.

- SC 7 : EMC en els cmaps aeronàutic i espacial.